# Beitzá (Talmud)
Beitzá (en hebreo: ביצה) es un tratado de la Mishná del orden de Moed. 
El nombre de Beitzá se refiere a la primera palabra del tratado, como es usual en los libros antiguos de Oriente. El término Yom Tov, por otra parte, resume el contenido principal del tratado, el tratamiento de las fiestas religiosas. El tratado habla sobre las disposiciones legales relativas a los días festivos en los que no se debe trabajar, aunque la preparación de alimentos está permitida, a diferencia del Shabat y el Yom Kipur. Estos son los primeros y los últimos días de la Pésaj y de Sucot, así como el Shavuot y el Rosh Hashaná, (el año nuevo judío). Sin embargo, existen otras diferencias en el tratado entre los días festivos antes mencionados. Shabat y Yom Kipur también tienen sus propios tratados en la Mishná. En el primer capítulo hay dos principios: en primer lugar, el equipo necesario para realizar las actividades propias de los días festivos debe ser proporcionado el día anterior. Por otra parte, debe asegurarse que las actividades que se llevan a cabo tanto en los días laborables como en los días festivos, se lleven a cabo de manera especial en los días festivos. El segundo capítulo está dedicado principalmente a la preparación de los alimentos, mientras que el tercer capítulo se centra en el tratamiento de las mascotas y los animales salvajes. A continuación, la Mishná discute las disposiciones para el comercio de alimentos. Los capítulos cuarto y quinto tratan sobre las cuestiones relativas al transporte de objetos. Se puede encontrar más información en la Tosefta, así como en la Guemará de la Tierra de Israel y en el Talmud de Babilonia.